# Gabrielle Giffords
Gabrielle Giffords (8. lipnja 1970.) je američka političarka, članica demokratske partije. 
Ustrijeljena je 8. siječnja 2011. na javnom mjestu u Tucsonu, Arizoni.

## Vanjske poveznice
- - Službena stranica - na engleskom